# Aguilares, Texas
Aguilares, Texas (енгл. Aguilares) насељено је место без административног статуса у америчкој савезној држави Тексас.

## Демографија
По попису из 2010. године број становника је 21.
| Група             | 2000.    | 2010.      |
| Белци             | 0 (0,0%) | 1 (4,8%)   |
| Афроамериканци    | 0 (0,0%) | 1 (4,8%)   |
| Азијати           | 0 (0,0%) | 0 (0,0%)   |
| Хиспаноамериканци | 0 (0,0%) | 18 (85,7%) |
| Укупно            | 0        | 21         |